# Dautan
Dautan is een plaats in de gemeente Nova Rača in de Kroatische provincie Bjelovar-Bilogora. De plaats telt 363 inwoners (2001).